# District de Darayya
Le District de Darayya (en arabe : منطقة داريا, manṭiqat Dārayyā) est l'un des dix districts du Gouvernorat de Rif Dimachq, situé dans le sud de la Syrie ; son centre administratif est la ville de Darayya. D'après le Bureau central des statistiques syrien, sa population était de 260 961 habitants en 2004.

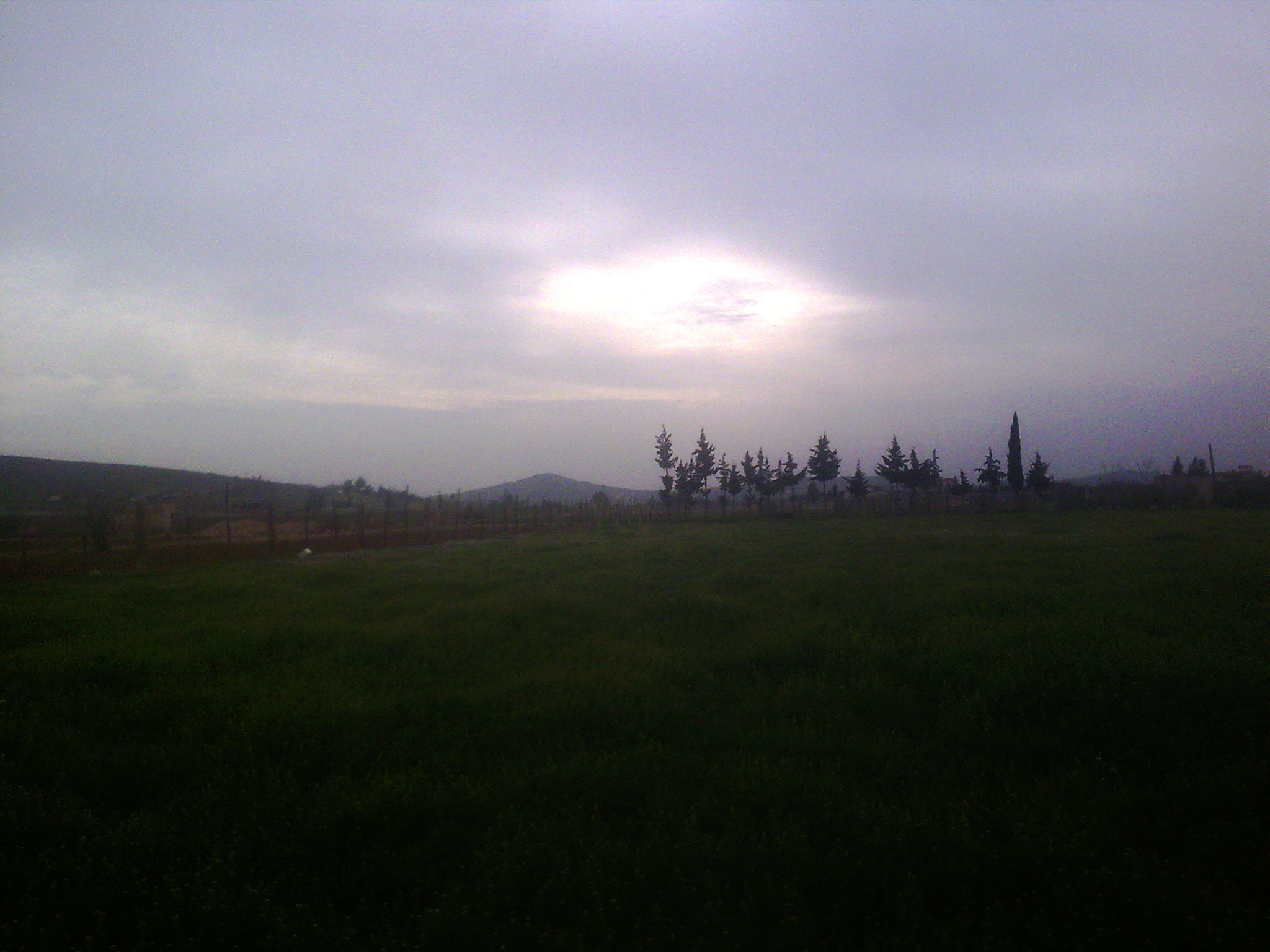
Vergers Daria

## Sous-districts
Le district de Darayya est divisé en trois sous-districts (ou nahiés), (population en 2004) :
| Nom               | Surface (km²) | Population | Code     |
| ----------------- | ------------- | ---------- | -------- |
| Darayya           | 53,60         | 131 501    | SY030900 |
| Sahnaya           | 43,53         | 44 512     | SY030901 |
| al-Hajar al-Aswad | 5,36          | 84 948     | SY030902 |

## Localités du district de Darayya
| Nom                | Nom en arabe  | Population | Sous-district     |
| ------------------ | ------------- | ---------- | ----------------- |
| al-Hajar al-Aswad  | الحجر الأسود  | 84 948     | al-Hajar al-Aswad |
| Darayya            | داريا         | 78 763     | Darayya           |
| Muadamiyat al-Sham | معضمية الشام  | 52 738     | Darayya           |
| Ashrafiyat Sahnaya | أشرفية صحنايا | 30 519     | Sahnaya           |
| Sahnaya            | صحنايا        | 13 993     | Sahnaya           |